# 周芝沅
周芝沅（1783年—1835年），表字榮坤，號逸坡。江蘇吳江人。
乾隆工部尚书周元理之後，周元德之孫，周一士之子。监生出身，入粟得候選江西按察使司知事。生平乐善好施。道光三年（1823年）夏雨水泛滥，首倡捐银，输粟賑饑，議叙鹽課司提舉。晚年患肝病。道光十五年（1835年）卒。修订《周氏家谱》，其子周兆烜輯有《古芬山館遺詩》一卷。